# Patosfa
Patosfa är ett samhälle i provinsen Somogy i Ungern. Patosfa ligger i distriktet Barcs och har en area på 15,07 km². År 2020 hade Patosfa totalt  223 invånare.